# Bazilika Cisterna
Bazilika Cisterna nebo Cisterna Basilica („podzemní cisterna“ nebo „podzemní palác“) je největší z několika stovek starověkých cisteren, které leží pod městem Istanbul v Turecku. Cisterna, která se nachází 150 metrů (490 stop) jihozápadně od Hagia Sophia na historickém poloostrově Sarayburnu, byla postavena v 6. století za vlády byzantského císaře Justiniána I. Dnes je udržována s malým množstvím vody pro veřejnost.

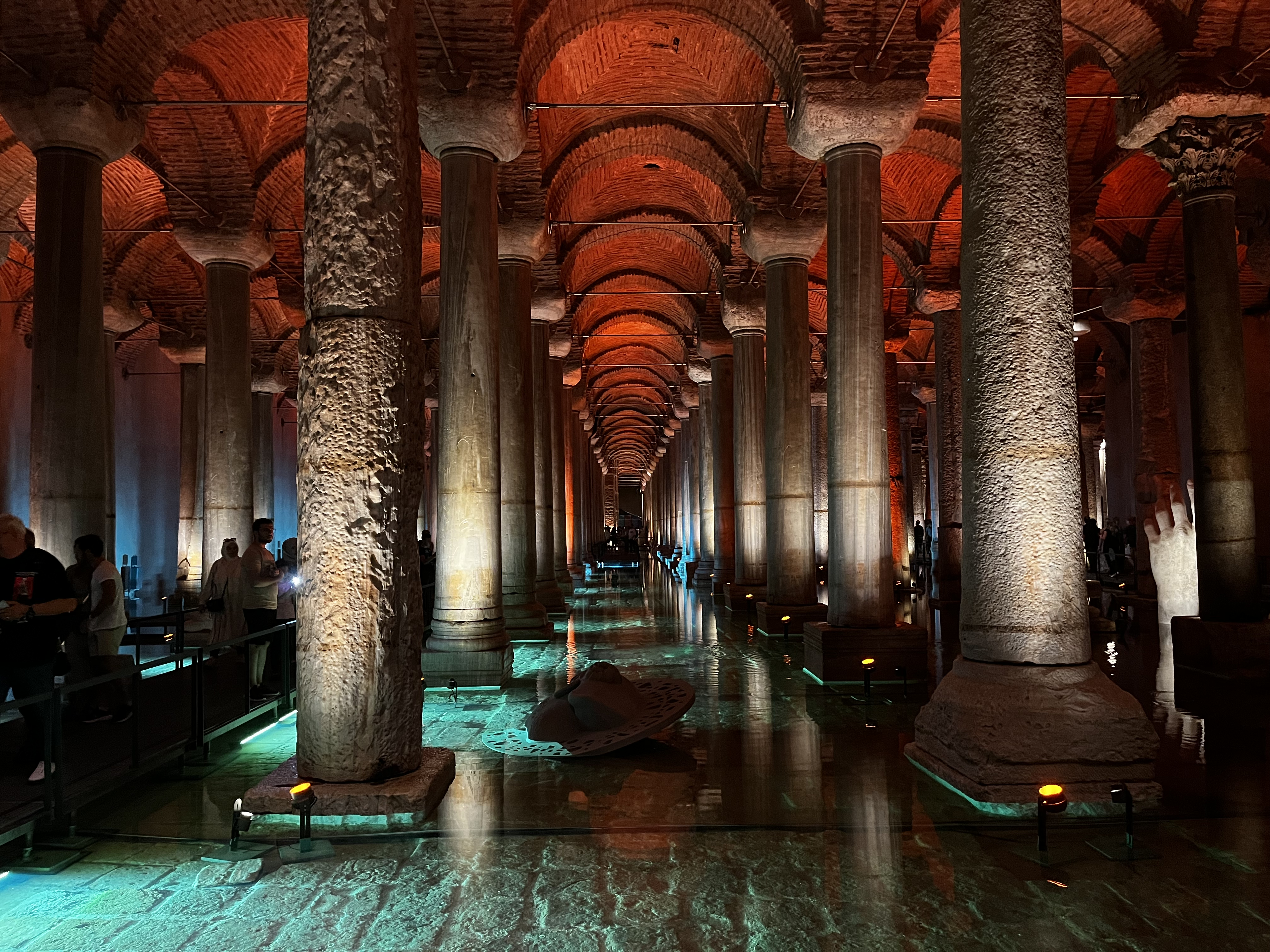
Bazilika Cisterna

## Historie
Tato podzemní cisterna se nazývala bazilika, protože se nacházela pod velkým veřejným náměstím na prvním kopci Konstantinopole, bazilikou Stoa. Na tomto místě a před výstavbou cisterny stála na jejím místě velká bazilika, postavená mezi 3. a 4. stoletím v raném římském věku jako obchodní, právní a umělecké centrum. Bazilika byla rekonstruována po požáru v roce 476.
Starověké texty naznačovaly, že bazilika obsahovala zahrady, obklopené kolonádou a obrácené k Hagia Sophia. Podle starověkých historiků postavil císař Konstantin stavbu, která byla později přestavěna a rozšířena císařem Justiniánem po nepokojích v Nice v roce 532, které město zdevastovaly.
Historické texty tvrdí, že na stavbě cisterny se podílelo 7 000 otroků. Zvětšená cisterna poskytovala vodní filtrační systém pro Velký palác v Konstantinopoli a další budovy na Prvním kopci a nadále poskytovala vodu do paláce Topkapi po osmanském dobytí v roce 1453 a do moderní doby.

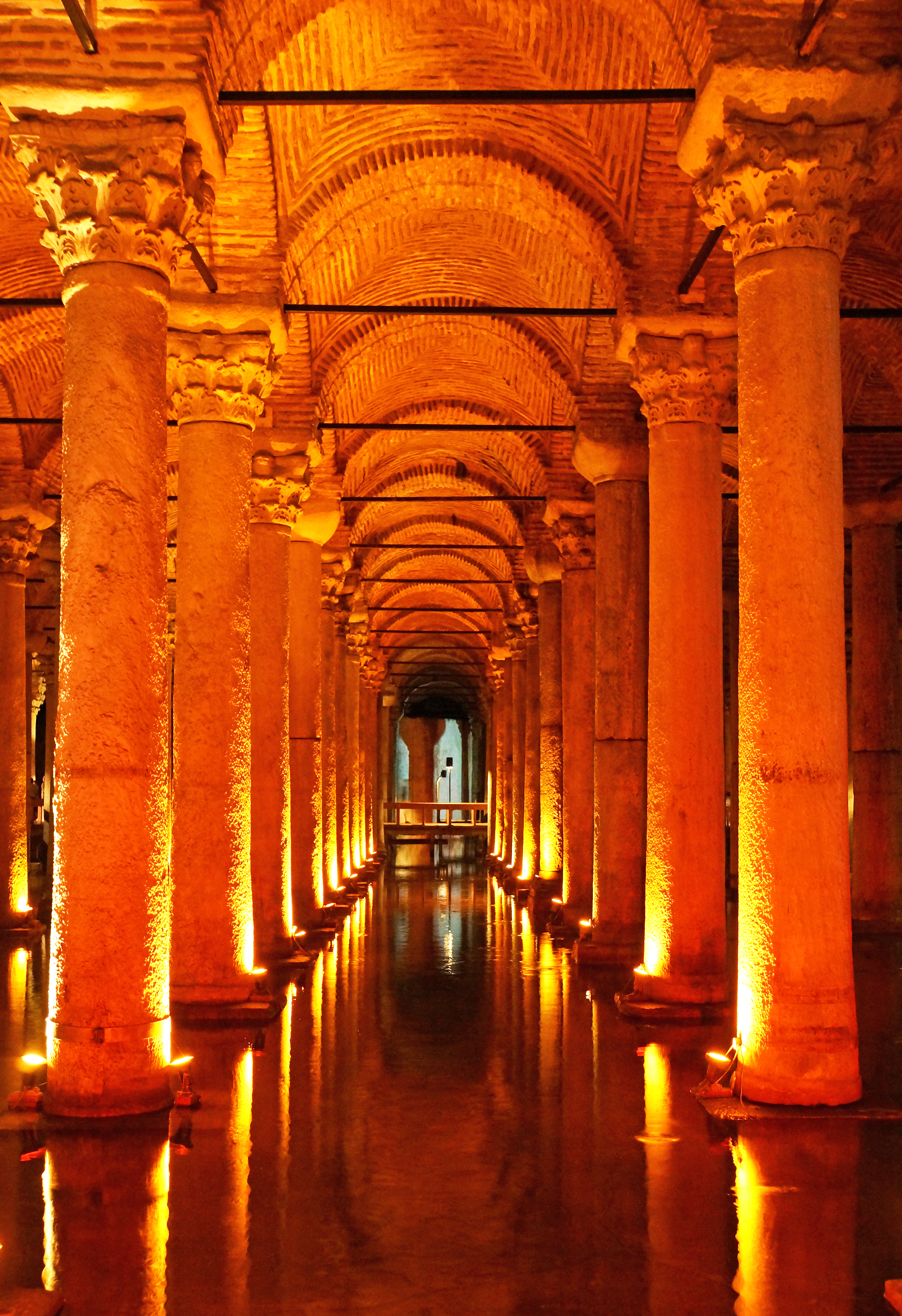
Korintské sloupy

## Měření a údaje

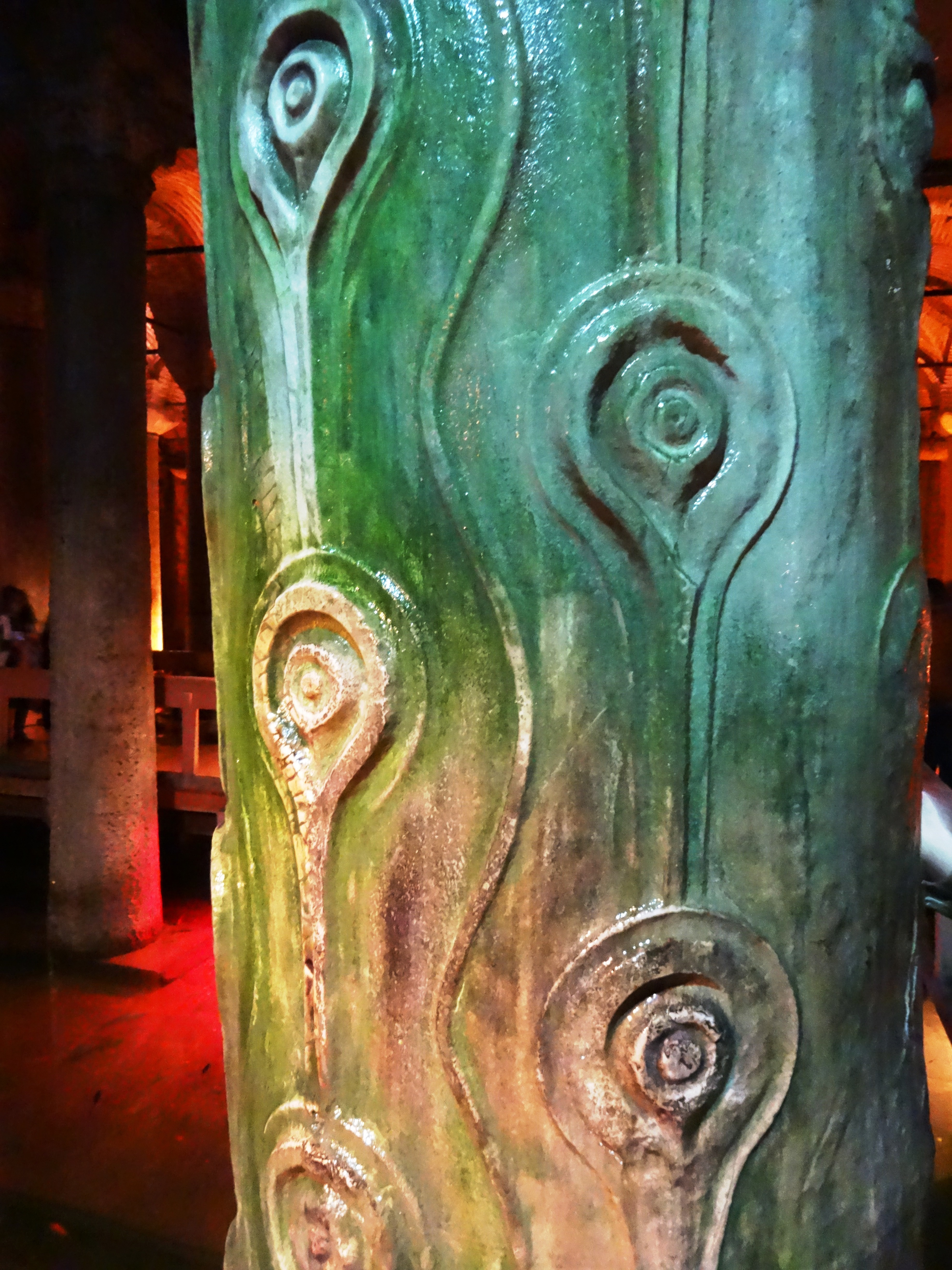
Sloupec Slepičí oko

Tato cisterna o velikosti katedrály je podzemní komora, která je schopná pojmout 80 000 metrů krychlových vody. Strop je podepřen 336 mramorovými sloupy, z nichž každý je 9 metrů vysoký, uspořádány jsou do 12 řad po 28 sloupcích, z nichž každý je od sebe vzdálený 5 metrů. Nalezneme zde hlavně iónský a korintský styly. Na jednom ze sloupů jsou vyryty vyvýšené obrázky slepičího oka, šikmých brach a slz. Tento sloupec se podobá sloupcům Vítězný oblouk ze 4. století, který je postavený v Náměstí „Forum Tauri“. Starověké texty naznačují, že slzy na sloupu vzdávají hold stovkám otroků, kteří zahynuli při stavbě bazilikové cisterny. Zdá se, že většina sloupů v cisterně byla recyklována z ruin starších budov, pravděpodobně byli přivedezeny do Konstantinopole z různých částí říše, spolu s těmi, které byly použity při stavbě Hagia Sophia. Jsou vyřezány a vyryty z různých druhů mramoru a žuly.
Padesát dva kamenných schodů sestupuje do vchodu do cisterny. Cisterna je obklopena šamotovou cihlovou zdí o tloušťce 4 metry a potažena hydroizolační maltou. Voda z bazilikové cisterny pocházela z centra distribuce vody Eğrikapı, které leží 19 kilometrů severně od města. Voda cestovala přes 971 metrů dlouhý Akvadukt Valens a 115 metrů dlouhý akvadukt Mağlova, který nechal postavit císař Justinián. Váha cisterny spočívá na sloupech pomocí křížových kleneb a kulatých oblouků její střechy.
Cisterna prošla od svého založení několika rekonstrukcemi. První z oprav provedl dvakrát během Osmanského státu v 18. století v roce 1723 architekt Muhammad Agha z Kayseri. Druhá velká oprava byla dokončena v průběhu 19. století za vlády sultána Abdulhamida II. (1876–1909). Trhliny ve zdivu a poškozené sloupy byly opraveny v roce 1968, s další obnovou v roce 1985 Istanbulským metropolitním muzeem. Během restaurování v roce 1985 bylo z cisteren odstraněno 50 000 tun bahna a byly vybudovány platformy, které nahradily lodě kdysi používané k prohlídce cisterny. Cisterna byla v současném stavu otevřena pro veřejnost 9. září 1987. V květnu 1994 prošla cisterna dalším čištěním.

## Základy sloupů Medúza

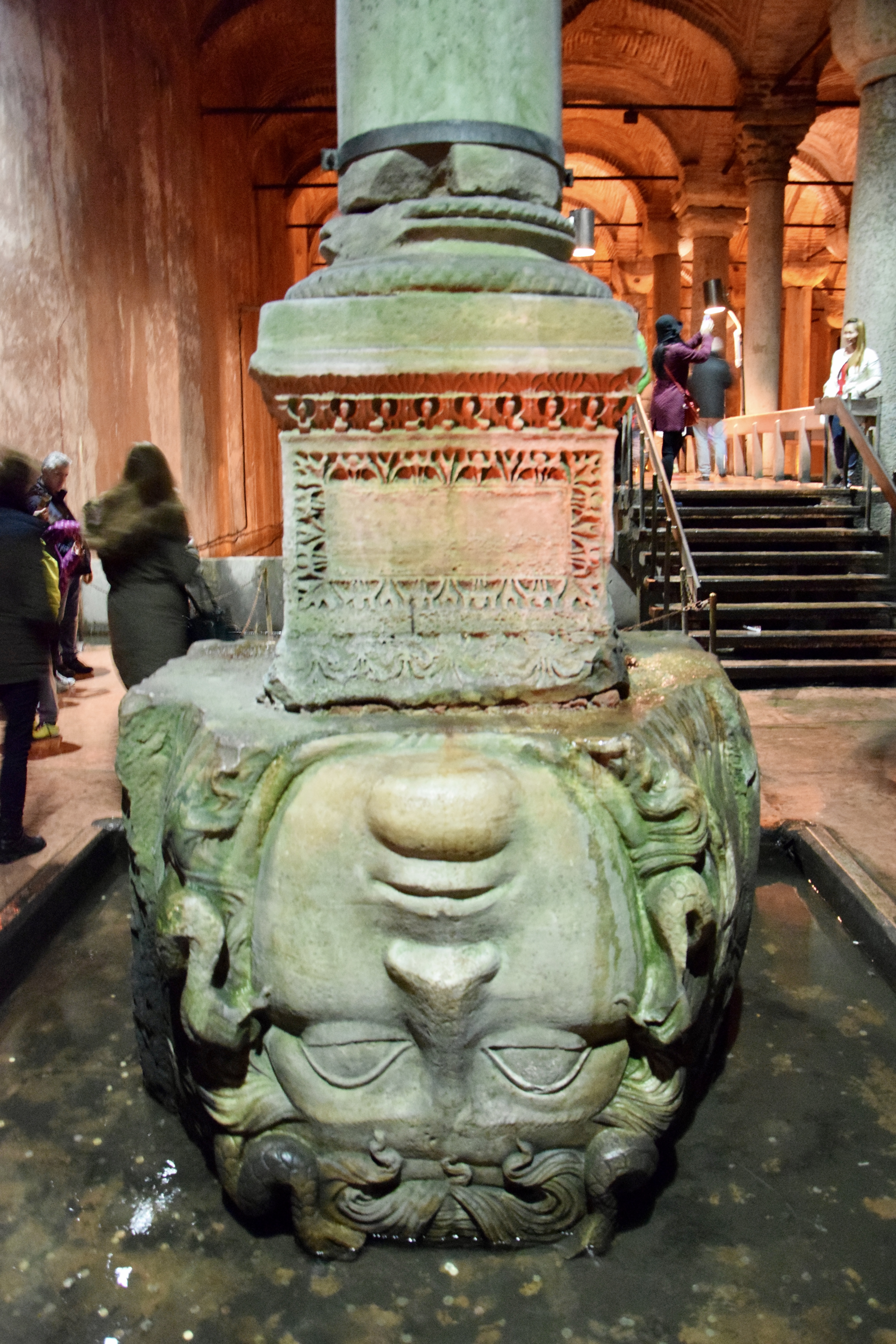
Hlava Medúza

Nachází se v severozápadním rohu cisterny, základny dvou sloupů znovu využívají bloky vyřezávané s vizáží Medúzy. Původ dvou hlav není znám, i když se předpokládá, že hlavy byly přeneseny do cisterny poté, co byly odstraněny z budovy z pozdního římského období. Neexistuje žádný písemný důkaz, který by naznačoval, že byly dříve používány jako sloupové podstavce. Tradice říká, že bloky jsou orientovány bokem a převráceny, aby negovaly sílu pohledu Gorgonů.

## V populární kultuře
Cisterna byla použita jako místo pro natáčení filmu Jamese Bonda z roku 1963 From Russia with Love. Ve filmu se o bazilice mluví jako o tom, že jí postavil císař Konstantin, bez odkazu na Justiniána, a nachází se pod sovětským konzulátem. Jeho skutečná poloha je značně vzdálená od bývalého sovětského (nyní ruského) konzulátu, který je v Beyoğlu, „novější“ evropské části Istanbulu, na druhé straně Zlatého rohu.
Finále filmu The International z roku 2009 se odehrává ve fantazijním amalgámu Starého města, zobrazující cisternu baziliky ležící pod mešitou sultána Ahmeda, která ve filmu přímo sousedí s mešitou Süleymaniye.
Cisterna je také uvedena ve filmu Bratrstvo slz (2013) od Jean-Baptiste Andrea.
Cisterna s obráceným sloupem Medusa je představená v románu Inferno od Dana Browna (stejně jako v jeho filmové adaptaci z roku 2016).
Ve videohře z roku 2011, Assassin's Creed: Revelations, má hráč ovládat postava Ezio Auditore, postava umožňuje prozkoumat část této cisterny v paměťové sekvenci nazvané The Yerebatan Cistern.
V pátém pokračování videohry Dracula: Resurrection z roku 2013 se v této cisterně odehrává leden levelů v Istanbulu.